# RPG-2
RPG-2, sigle russe de Routchnoï Protivotankovy Granatomet (en russe : ручной противотанковый гранатомёт), est le premier lance-grenades antichars sans recul fabriqué en série en URSS. Produit à grande échelle par l'URSS et par ses alliés, il a été très utilisé pendant la guerre du Viêt Nam et pendant le conflit israélo-arabe au Moyen-Orient.

## Histoire
À la fin de la Seconde Guerre mondiale, les soviétiques développent d'abord le lance-grenades RPG-1 qui ne donne pas entière satisfaction et n'entre pas en production. Le développement est arrêté en 1948. Son successeur, le RPG-2 connaîtra le succès.
Inspiré de la dernière version du Panzerfaust allemand, qui n'était pas entrée en production mais dont les soviétiques avaient obtenu les plans, le  RPG-2 est  adopté par l’armée rouge vers 1949 et produit jusqu'en 1960.  Comme la dernière version du Panzerfaust mais contrairement aux exemplaires livrés pendant la guerre, ce n'est pas une arme à un seul coup que l'on jette après usage car il est rechargeable. Il tire une unique munition, la PG2.
Il s'agit avant tout d'une arme simple dans son fonctionnement et peu coûteuse dans sa production. Elle est totalement en osmose avec la stratégie soviétique de l'époque qui privilégie la quantité et la rusticité. Pendant les années 1960, il est graduellement remplacé en URSS par le RPG-7 plus sophistiqué et plus efficace.

## Principe de fonctionnement
Le RPG-2 est parfois qualifié à tort de lance-roquettes mais son projectile, contrairement à une roquette, n'est propulsé que par la combustion initiale de sa charge (à la manière d’une cartouche ou d’un obus).  L'arme fonctionne sur le principe du canon sans recul, ce dernier étant presque entièrement compensé par l'éjection vers l'arrière d'une partie du gaz de combustion. La vitesse du projectile est donc très faible par rapport à celle d'un obus tiré par un canon antichar classique mais, comme la munition dispose d’une charge creuse, la capacité de pénétration dans le blindage de la cible n’en est pas affectée. La trajectoire de la grenade est stabilisée lors du vol par des ailettes fixées sur la queue du projectile. Maintenues pliées à l'intérieur du tube lanceur, celles-ci se déploient à la sortie de ce dernier.

## Utilisateurs

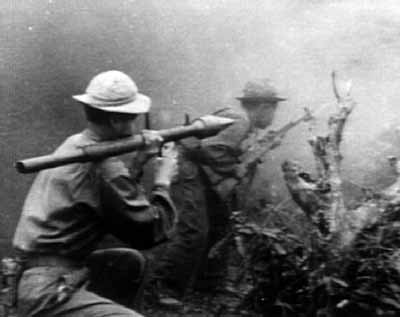
Soldat nord-vietnamien avec RPG-2 (B-40), 1968.

Le premier utilisateur est l'Armée rouge mais le RPG-2 est produit - avec ou sans licence - par de nombreux pays du bloc de l'Est ainsi que par certains alliés de l'URSS sous les références suivantes :
- P-27 Pancerovoka (Tchécoslovaquie)
- M57 (Yougoslavie)
- B-40 (Viêt Nam)
- PG-7 (Égypte)
- Type 56 (Chine populaire)

## Le RPG 2 au combat
Pendant les années 1960, il a été réglementaire dans l'Armée rouge. Mais il est aussi en service dans les armées du Cambodge, de la Chine, de l'Égypte, du Laos, de la Libye, de la Macédoine du Nord, du Myanmar, de la Pologne, de la Tchécoslovaquie, de la Thaïlande, du Vietnam et de la Yougoslavie.
Le RPG-2, comme ses versions chinoises (type 56) et vietnamiennes (B-40) est très employé pendant la Guerre du Viêt Nam. Il sert également au Moyen-Orient pendant le Conflit israélo-arabe. Il est encore utilisé en Europe lors des Guerres de Yougoslavie.

## Caractéristiques
- Calibre du tube : 40 mm
- Calibre maximum de la munition : 82 mm
- Longueur  du tube : 95 cm
- Masse du lance-grenade seul : 2,85 kg
- Masse du lance-grenade avec sa munition : 4,67 kg
- Portée : environ 100 m
- Effets de la grenade : pénétration de 180 mm de blindage acier à plat